# Сува (княжество)
Княжество Сува (яп. 諏訪藩 Сува-хан) — феодальное княжество (хан) в Японии периода Эдо (1590—1871). Сува-хан располагался в провинции Синано (современная префектура Нагано) на острове Хонсю. Княжество было также известно как Такасима-хан (高島藩).

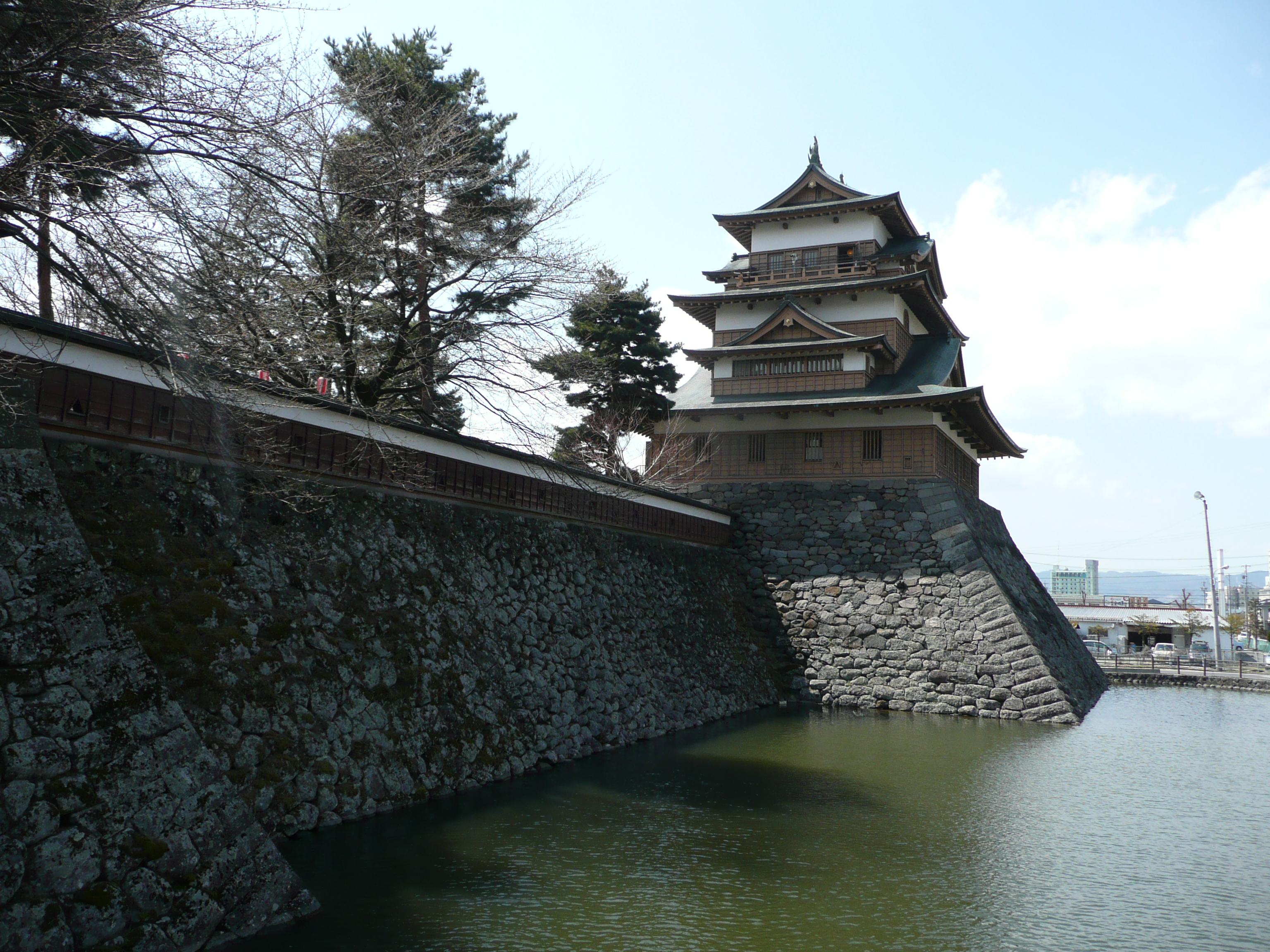
Замок Такасима, административный центр Сува-хана

Административный центр хана: Замок Такасима в провинции Синано (современный город Сува в префектуре Нагано).

## История

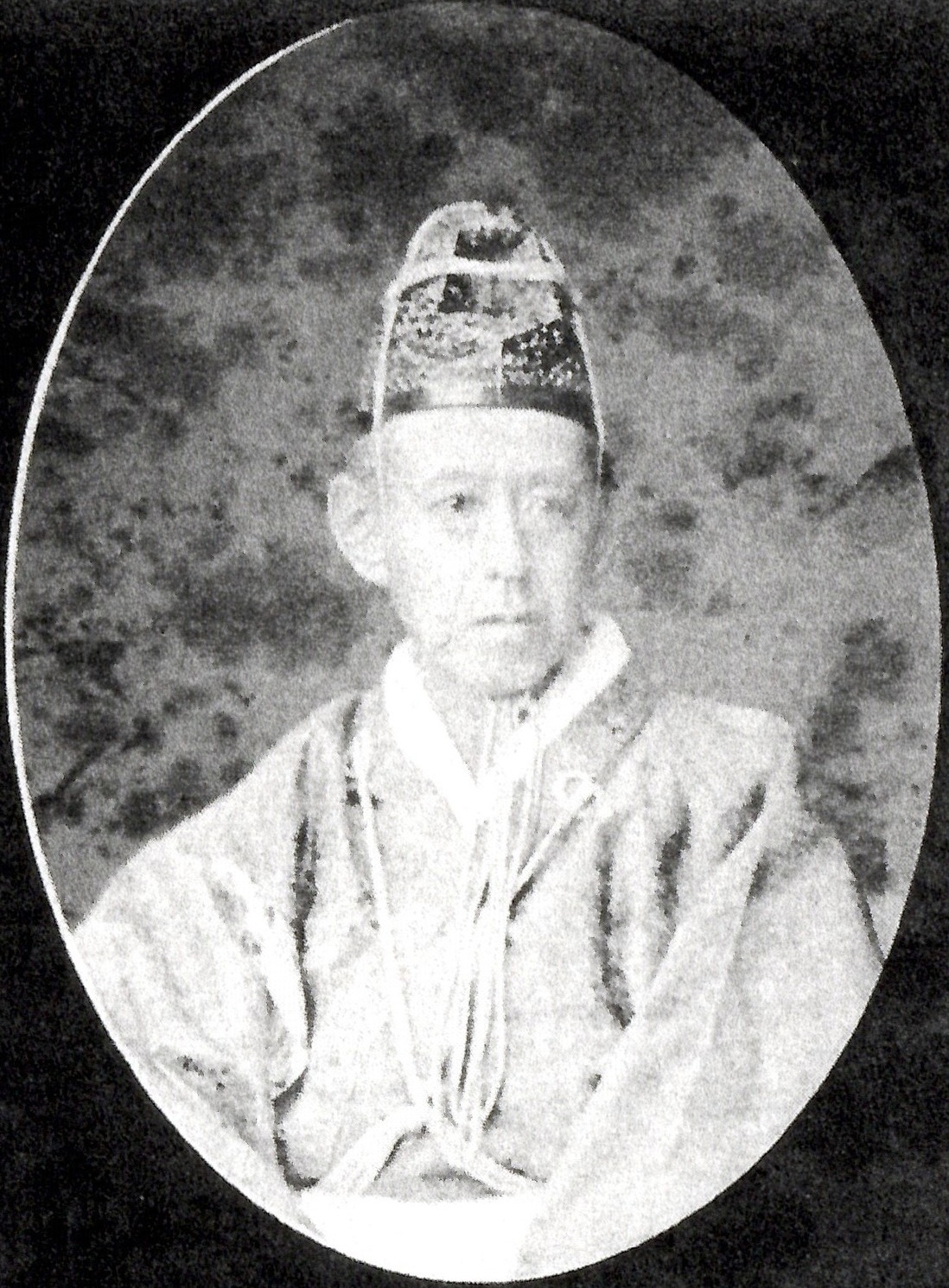
Сува Тадамаса (1821—1898), 9-й даймё Сува-хана (1840—1868)

Род Сува издавна владел областью вокруг озера Сува в провинции Синано. В 1542 году род Сува был разгромлен Такэдой Сингэном. Последний даймё Сува Ёрисигэ был вынужден совершить сэппуку. Его племянник, Сува Ёритада, стал наследственным каннуси в храме Сувы. После уничтожения рода Такэда альянсом Оды Нобунаги и Тоётоми Хидэёси Сува Ёритада поступил на службу к Токугава Иэясу. После взятия Одавара в 1590 году Сува Ёритада был возведен в статус даймё и получил во владение Содзя-хан (10 000 коку) в провинции Кодзукэ. Позднее его доход был увеличен до 27 000 коку риса. Тоётоми Хидэёси передал во владение бывшие владения рода Сува в провинции Синано Хинэно Такаёси, который построил замок Такасима. В 1601 году его сын и преемник, Хинэно Ёсиаки, был переведен в Мибу-хан в провинции Симоцукэ. Хинэно Ёсиаки и его дед Хинэно Хиронари помогали Тоётоми Хидэёри, сына Хидэёси. В том же году Сува Ёримидзу, сын Сувы Ёритада, получил обратно исконные земли своего клана как даймё Сува-хана. Его сын, Сува Тадацунэ, участвовал в осаде Осакского замка (1614—1615) и получил в награду 5 000 коку. Однако его сын и преемник, Сува Тадахару, передал 2 000 коку своим младшим братьям. Род Сува контролировал одноимённый хан до Реставрации Мэйдзи.
Во время Войны Босин (1868—1869) княжество перешло на сторону императорского правительства Мэйдзи и участвовало в битвах при Косю-Кацунуме, Хокуэцу и Айдзу.
В июле 1871 года после административно-политической реформы Сува-хан был ликвидирован. Первоначально на территории бывшего княжества была создана префектура Такасима, которая позднее стала частью префектуры Нагано. Сува Тадамаса, предпоследний даймё Сува-хана, получил титул виконта (сисяку) в новой японской аристократической иерархии — кадзоку.

## Список даймё
| #                                    | Имя и годы жизни                            | Годы правления | Титул                    | Ранг                    | Кокудара              | Примечания                      |
| ------------------------------------ | ------------------------------------------- | -------------- | ------------------------ | ----------------------- | --------------------- | ------------------------------- |
| Род Хинэно (тодзама-даймё) 1590—1601 |                                             |                |                          |                         |                       |                                 |
| 0                                    | Хинэно Такаёси (1539-1600) (яп. 日根野高吉) | 1590-1600      | Орибэ-но-цукаса (織部正) | Пятый нижний (従五位下) | 27,000 коку           | Сын Хинэно Хиронари (1518—1602) |
| 1                                    | Хинэно Ёсиаки (1587-1656) (яп. 日根野吉明)  | 1600-1601      | Орибэ-но-цукаса (織部正) | Пятый нижний (従五位下) | 27,000 коку           | Старший сын предыдущего         |
| Род Сува (фудай-даймё) 1601—1871     |                                             |                |                          |                         |                       |                                 |
| 1                                    | Сува Ёримидзу (1571-1641) (яп. 諏訪頼水)    | 1601-1640      | Инаба-но-ками (因幡守)   | Пятый нижний (従五位下) | 27,000 коку           | Сын Сувы Ёритады (1536—1606)    |
| 2                                    | Сува Тадацунэ (1595-1657) (яп. 諏訪忠恒)    | 1640-1657      | Идзумо-но-ками (出雲守)  | Пятый нижний (従五位下) | 27,000 -> 32,000 коку | Старший сын предыдущего         |
| 3                                    | Сува Тадахару (1639-1695) (яп. 諏訪忠晴)    | 1657-1695      | Инаба-но-ками (因幡守)   | Пятый нижний (従五位下) | 32,000 -> 30,000 коку | Старший сын предыдущего         |
| 4                                    | Сува Тадатора (1663-1731) (яп. 諏訪忠虎)    | 1695-1731      | Аки-но-ками (安芸守)     | Пятый нижний (従五位下) | 30,000 коку           | Третий сын предыдущего          |
| 5                                    | Сува Тадатоки (1703-1770) (яп. 諏訪忠林)    | 1731-1763      | Инаба-но-ками (因幡守)   | Пятый нижний (従五位下) | 30,000 коку           | Приёмный сын предыдущего        |
| 6                                    | Сува Тадаацу (1746-1812) (яп. 諏訪忠厚)     | 1763-1781      | Аки-но-ками (安芸守)     | Пятый нижний (従五位下) | 30,000 коку           | Четвертый сын предыдущего       |
| 7                                    | Сува Тадаката (1768-1822) (яп. 諏訪忠粛)    | 1781-1816      | Исэ-но-ками (伊勢守)     | Пятый нижний (従五位下) | 30,000 коку           | Старший сын предыдущего         |
| 8                                    | Сува Тадамити (1800-1851) (яп. 諏訪忠恕)    | 1816-1840      | Исэ-но-ками (伊勢守)     | Пятый нижний (従五位下) | 30,000 коку           | Старший сын предыдущего         |
| 9                                    | Сува Тадамаса (1821-1898) (яп. 諏訪忠誠)    | 1840-1868      | Инаба-но-ками (因幡守))  | Пятый нижний (従五位下) | 30,000 коку           | Старший сын предыдущего         |
| 10                                   | Сува Тадаая (1853-1878) (яп. 諏訪忠礼)      | 1868-1871      | Исэ-но-ками (伊勢守)     | Пятый нижний (従五位下) | 30,000 коку           | Приёмный сын предыдущего        |